# 孙岱
孫岱或譯遜戴（1590年—1649年），满文原文不详，《满文老档》中又稱蒙古格格、巴约特格格。舒爾哈齊第四女，生母為四娶福晉瓜爾佳氏，封為和碩公主，追谥曰端顺。

## 生平
萬曆十八年（1590年）六月二十一日出生。三兄札薩克圖、四弟多羅恪僖貝勒圖倫、五弟多羅和惠貝勒寨桑武及七弟諾穆岱為其同胞兄弟，下嫁那拉氏漠落渾之六妹、下嫁完顏氏綽和絡之七妹、下嫁那拉氏巴達納之八妹、幼殤之九妹及下嫁博爾濟吉特氏巴拜之十妹為其同胞妹。
父亲舒尔哈齐因与伯父努尔哈赤失和，被幽禁而死。天命初年，孙岱养于宫中。天命二年（1617年）二月，時年二十八歲的郡主孙岱下嫁内喀尔喀巴约特部台吉恩格德尔 ，故称巴约特格格。由于成婚时，孙岱的年龄超出当时女性初婚年龄。有认为她为努尔哈赤“抚女”的身份，是为满蒙联姻而设定的，也有認為她即是戶科給事中李奇珍於萬曆四十七年五月初一日奏稱的李如柏曾納的舒爾哈齊之女。恩格德爾原擬將為其生下長子囊努克、第二子滿敦及第三子巴特瑪的原配之妻改適他人，惟在該年十月十六日仍未行動。天命九年正月，恩格德爾與孫岱向努爾哈赤要求率眾歸附清廷。
天聪六年八月（1632年），皇太极以出征俘获礼，赏赐诸位格格，地次仅次于皇太极的两位姐姐。崇德元年（1636年）十一月，皇太极册封七位公主，除剛在該年四月十六日喪夫的孫岱外，皆是其姐妹和女儿。其中“孙岱，爱尔如我之姊，当循大礼，赐尔册文，封为和硕公主。尔勿恃吾之姊，越份悖道逆理。”顺治六年己丑四月，公主逝世，年六十岁，追谥端顺。
公主至少有两子，恩格德爾第四子二等公额尔克戴青和第五子三等輕車都尉索尔哈。额尔克戴青在天命七年，由努尔哈赤命名，曾娶和碩鄭獻親王济尔哈朗長女郡主、和碩端重親王博洛長女郡君及第五女郡君，封為和硕额驸，而索尔哈則娶皇太极第五女固倫淑慧長公主阿图，有兩個女兒分別嫁給貝勒阿敏的長子宏科泰、和碩簡親王費揚武。

## 備注
1. ↑  《满洲实录·卷四》称她为郡主，满文原文是否是格格，无法考证。
2. ↑  恩格德爾與努爾哈赤第八女和碩公主松古圖之額駙古爾布什為同族。雍正七年，追封為三等公，並且加號順義二字。